# Perspektiv
Perspektiv är inom konst, bland annat arkitektur, ett system för att avbilda tredimensionella objekt på ett tvådimensionellt bildplan.
Bakom perspektivlagarna ligger de grundläggande observationerna, att föremål på avstånd verkar mindre än föremål som finns nära betraktaren och att parallella linjer tycks mötas på långt håll i en flyktpunkt. Vid projektionsritning/tvådimensionella avbildningar av tredimensionella föremål eller rum kan en av flera olika metoder för avbildning användas. En vanligt förekommande avbildningsmetod är centralperspektivet som bygger på en gemensam utgångspunkt för alla parallella linjer i avbildningen. Centralperspektivet kallas även för enpunktsperspektiv, därutöver finns även två- och trepunktsperspektiv. 

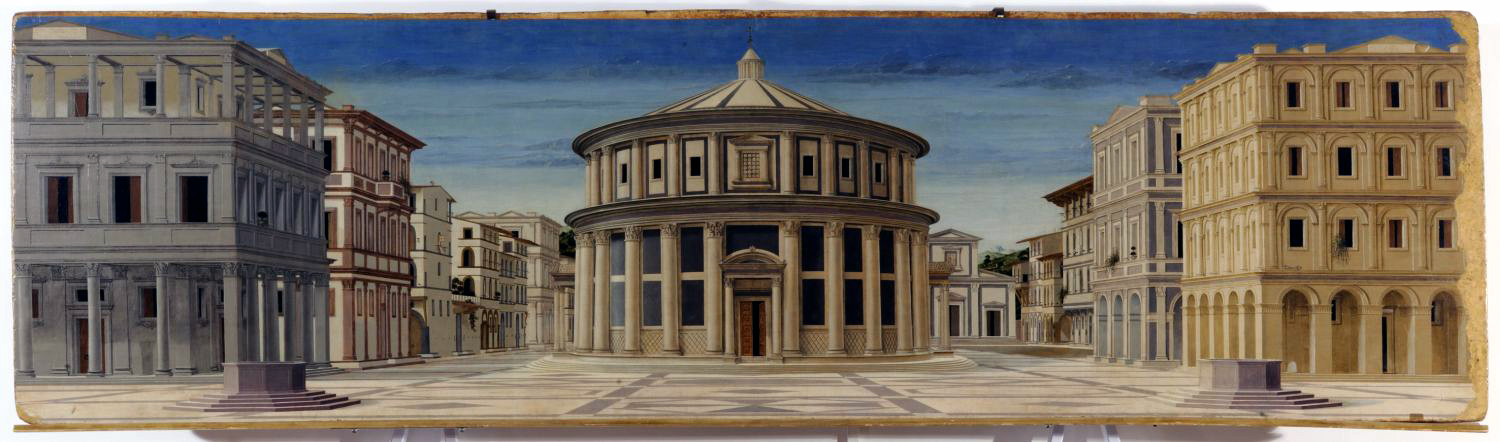
Idealstaden (1475), Piero della Francesca.

## Avbildningsmetoder
- Frihandsteckning.
- Avbildning med hjälp av dator.

2-punktsperspektiv

- Avbildning med hjälp av rutat papper.
- Avbildning med hjälp av stödlinjer (en-, två- och trepunktsperspektiv).
- Avbildning med hjälp av optisk projektion på en plan yta (Se Camera obscura).

Perspektivliknande avbildningar kan även erhållas genom parallellprojektion. Detta kan utföras på olika sätt. Exempel på dessa falska perspektiv är militärperspektiv, isometrisk axometri, dimetrisk axometri och kavaljersperspektiv. Metoderna gör det möjligt att snabbt rita upp av till exempel huskonstruktioner med volymkänsla. I vissa av projektionerna kan man mäta i figuren (längs huvudaxlarna). En isometrisk avbildning har samma plan- som höjdskala. En dimetrisk avbildning har olika skalor i plan- och höjdled. En trimetrisk avbildning har olika skalor längs alla tre koordinataxlar.

## Luftperspektiv
I motiv utan parallella inåtriktade linjer, till exempel landskap, kan djupverkan skapas med hjälp av luft- eller färgperspektiv, som grundar sig på att luften inte är kristallklar, det vill säga färgton och valör förändras från ett landskaps förgrund till dess horisont. 

## Omvänt perspektiv
Innebär att optisk förminskning av föremål i en bild utgår från en punkt inne i bilden istället för från det tänkta avståndet från en ideal betraktare av bilden, vilket är regel i renässansperspektivet. Begreppet präglades cirka 1900 av Gabriel Millet för att beskriva drag i arkitekturframställningar i bysantinska mosaiker. Uttrycket etablerades som beteckning för ikonmåleriets bildrum framför allt genom Pavel Florenskij. I Sverige har Gregor Paulsson gett flera intressanta bidrag till förståelsen av begreppet.

## Värdeperspektiv
Innebär att en bilds "huvudperson" (någon av hög rang, till exempel farao) är störst, medan personer av lägre rang (sandalbärare, slavar etcetera) är mindre; motivens storlek visar inte avståndet. Värdeperspektivet bygger på subjektiva proportioner och inte objektiva eller logiska mätmetoder. Ett exempel på värdeperspektiv är barnteckningar där oftast barnet själv är störst och i mitten av teckningen.

## Grodperspektiv

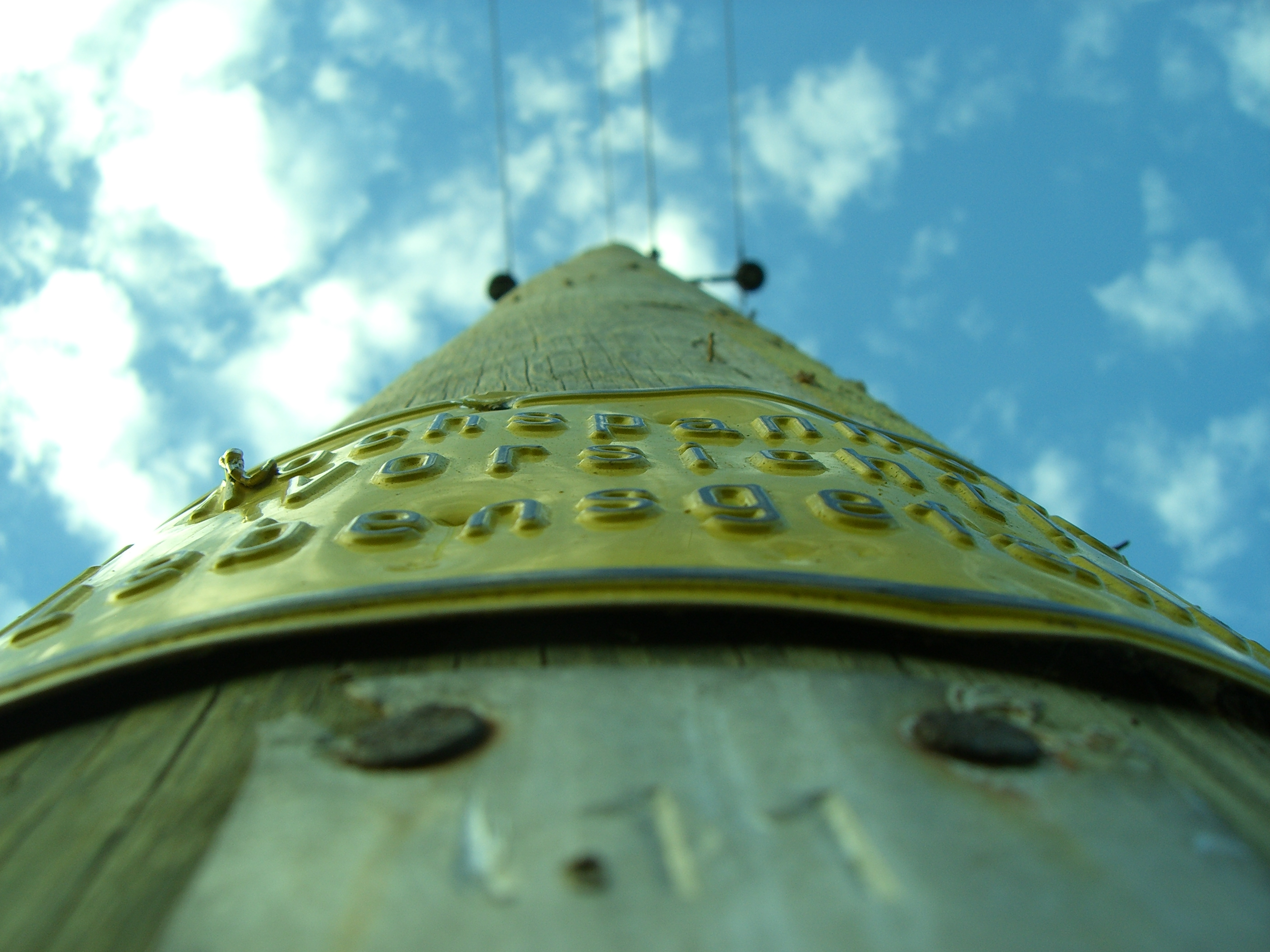
Elstolpe ur grodperspektiv

Grodperspektiv kallas bilder filmade ur en sådan vinkel att de är riktade uppåt, jämförbart med hur en groda som sitter på marken och tittar uppåt skulle kunna tänkas uppleva sin omvärld. Begreppet används oftast bildligt då man vill framställa något som stort, svåröverskådligt och/eller hotfullt.

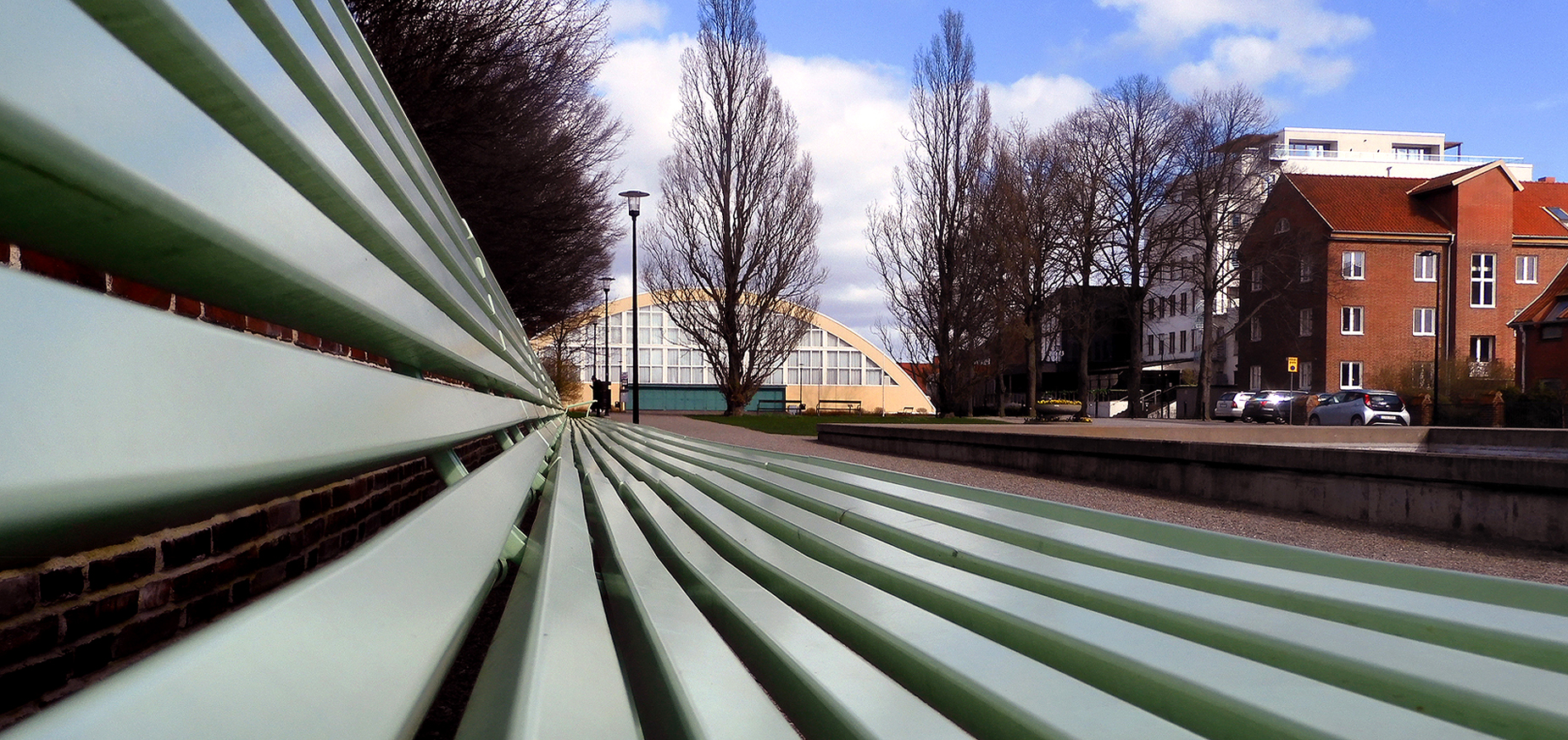
En mycket lång bänk fotograferad från ett lågt perspektiv.

## Kavaljersperspektiv

Kavaljersperspektiv

Kavaljersperspektivet har oftast halva skalan i djupled. X-axeln ritas i full skala och y-axeln i halva skalan.
Kavaljersperspektiv, också kallat kavaljersprojektion eller högpunktsvy, är mer specifikt en typ av snedprojektion. Detta perspektiv försöker inte att ge en illusion av vad som kan ses, utan försöker bara ge information om djupet. Det är väldigt lätt att teckna, speciellt med penna och papper. Det används därför ofta när en figur måste ritas för hand, till exempel på svarta tavlan under en lektion eller ett muntligt förhör.
Avbildningsmetoden användes ursprungligen för militära befästningar.

## Militärperspektiv

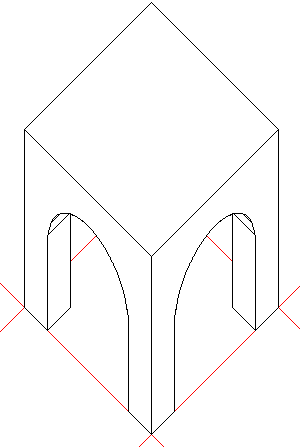
Militärperspektiv

Militärperspektivet görs med vinklarna 45/45 grader eller 60/30 grader för x-/y-axlarna. Skalan är isometrisk (samma skala i plan och höjd) eller den kan också göras med olika skalor i plan och höjd (dimetrisk skala).

## Isometriskt perspektiv

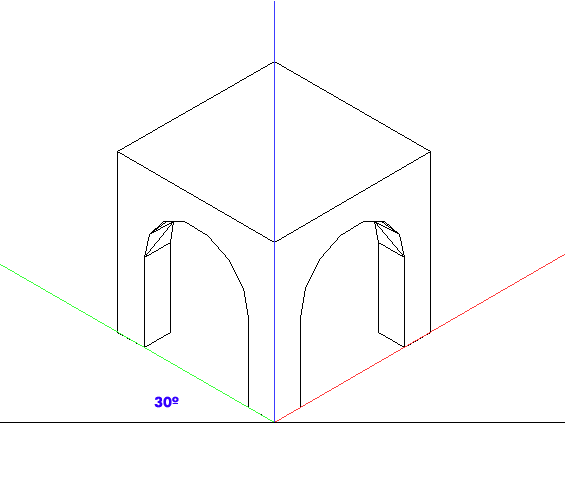
Isometriskt perspektiv

Isometrisk projektion är en form av grafisk projektion – mer specifikt, en axonometrisk projektion. Det är en metod för att visuellt avbilda tredimensionella föremål i två dimensioner, där de tre koordinataxlarna avbildas i samma skala och vinklarna mellan axlarna är 120°. Isometrisk projektion är en av de projektionsmetoder som används för tekniska ritningar.
Termen isometrisk kommer från grekiskans "lika mått", och syftar på att skalan längs de tre axlarna av projektionen är den samma (vilket inte är fallet i några av de andra grafiska projektionsmetoderna). 
Avbildade föremål ändras inte i storlek beroende på deras placering i bilden och projektionen är därför lätt att göra. En av fördelarna med isometriskt perspektiv i teknisk ritning är att vinkeln 60° är enkel att konstruera med hjälp av enbart passare och linjal.
Isometriskt perspektiv är bland annat populärt i ett flertal dator- och TV-spel som till exempel Head over Heels, Populous och Civilization II. Perspektivet återfinns även i bilder av typen pixelart.

## Dimetrisk axonometri

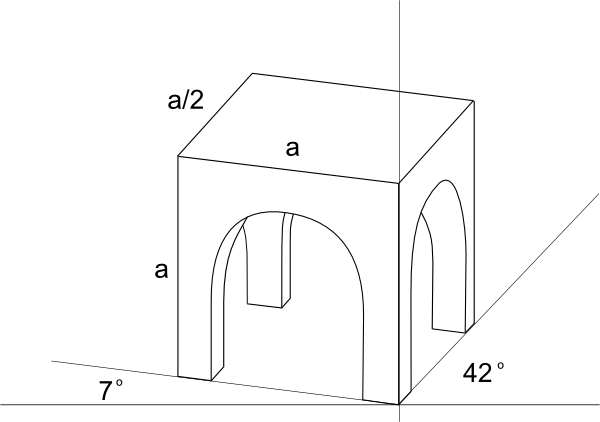
Dimetrisk axonometri

I en dimetrisk axonometri används två basvinklar, till exempel 7 och 42o. Linjer i djupled avsätts i halv skala. Perspektivet är lätt att rita och ger en bra och en ganska naturtrogen bild, trots det "falska" perspektivet.